# Juruá
Juruá (portugalsky Rio Juruá, španělsky Río Jurua) je řeka v Peru a v západní Brazílii (státy Acre, Amazonas). Je pravým přítokem Amazonky. Je 3 280 km dlouhá (podle některých pramenů pouze 2 410 km). Povodí má rozlohu 200 000 km².

## Průběh toku
Pramení v Peru v předhůří Peruánských And (La Montaña). Na středním a dolním toku protéká ve velmi členitém korytě Amazonskou nížinou. Největším přítokem je zprava Tarauacá.

## Vodní režim
Zdrojem vody jsou převážně dešťové srážky. Nejvodnější je od ledna do května naopak nejméně vody má od srpna do října. Průměrný průtok činí přibližně 6000 m³/s.

## Využití
Lodní doprava je rozvinutá od města Cruzeiro do Sul ve státě Acre.